# Novorizonte
Novorizonte är en kommun i Brasilien.   Den ligger i delstaten Minas Gerais, i den östra delen av landet, 600 km öster om huvudstaden Brasília. Antalet invånare är 4 953.
I omgivningarna runt Novorizonte växer huvudsakligen savannskog. Runt Novorizonte är det glesbefolkat, med 19 invånare per kvadratkilometer.